# Estación Los Cóndores
Los Cóndores es una estación ubicada en la comuna de Talcahuano (Chile), que pertenece a la Línea 1 (L1) del Biotrén.

## Historia
Se encuentra en el ramal San Rosendo - Talcahuano. Fue una de las cinco primeras estaciones del Biotrén, construida en 1999. Inaugurada el 1 de diciembre de 1999. Se ubica específicamente en los barrios de Los Cóndores, Denavi-Sur y Perales, a un costado de una de las avenidas principales de la comuna, Avenida Cristóbal Colón.

## Servicios

### Actuales
Desde la década de 1990 la estación presta servicios entre Talcahuano, Concepción y Laja. Es para el 1 de mayo de 2008 que inician los servicios del actual tren Talcahuano-Laja. El servicio presta ocho servicios diarios.